# 李麗蕊
李麗蕊（英語：Sara Lee，1967年3月9日—），香港女歌手、演員。她是前亞洲電視及無綫電視藝員及歌手，於1989年憑《學校風雲》榮獲第8屆香港電影金像獎最佳女配角一獎，前為D100網台節目《大家真風騷》，現時與舊拍檔梁繼璋再次成組合，為香港電台節目《瘋show快活人》主持。

## 背景
李麗蕊早年就讀王肇枝中學，為一名文科生。她曾在亞洲電視搞笑節目《歷史也瘋狂》其中一集有關香港中學會考的環節中透露於香港中學會考中考獲 2A2B 成績。1982年，她透過香港電台舉辦的「第二屆城市民歌創作比賽」加入歌壇，年僅15歲。1984年中五畢業後，先加入香港商業電台任兼職主持，得報幕員羅山介紹在廣播節目〈華燈初上〉內的一個環節抒發己見。同期於1983年獲永恒唱片發掘簽約成為基本合約歌星，1984年與無綫電視簽了兩年歌手藝人合約。李麗蕊曾推出過多張唱片，甫加入電視台數月間便夥拍林志美、陳慧嫻等人主持復活節特備節目《陽光少年號》，並在1985年獲安排與賈思樂一同主持《歡樂今宵》中的一個環節「激光旋律」。
其後她於1985年6月到英國升學，留英期間曾在當地舉行演唱會。她出道初年一直保持清純的形象，在歡樂今宵的短劇內亦以乖乖女的形象出現。1984年9月15至16日，李麗蕊與林姍姍、陳慧嫻、鮑翠薇及當時尚以唱片騎師藝名「611」進行演藝活動的林憶蓮，以香港樂壇青春少女歌手形象，於香港浸會學院大專會堂（今香港浸會大學大學會堂）合演青春音樂劇《初戀五重奏》。:74但自從她前往英國留學數月忽然回港後，她便一改形象，衣著和打扮傾向野性及前衛。其形象大變的原因出於受到英國住所 King's Road 一帶居民的龐克文化耳濡目染。
當時李麗蕊回歸無綫演出。從倫敦結束兩年留學生活回港後，其推出的唱片亦採用了她的新形象。不過由於過去她的乖乖女形象太深入民心，所以新形象並未有得到太多人認同，而《無情告別》原曲後來被久保田利伸翻唱。李麗蕊於1987年8月起以兼職身份主持香港電台廣播節目。另一方面，她回港後所拍的劇集，如《誓不低頭》的謝開心/岑凱欣，都是以反叛少女為主。由於性格上的定型使她心萌去意，加上無綫藝員之間競爭大，以致發揮機會少，促使她希望尋求新鮮感，便於1990年轉投亞洲電視。此前她於1989年暑期約滿無綫電視，1990年在時任藝員部高層何家聯誠意打動下，與亞洲電視一共簽約兩年。加入亞洲電視不久即獲安排主持音樂節目「新地MTV」，又與已故油尖旺區議員劉志榮及已轉職無綫電視之安德尊一同主持的《歷史也瘋狂》。2007年起再次擔任多個綜藝節目主持，如《a料》、《新春金鼠全攻略》等。至現時效力香港電台之前，她曾任職無綫電視、有線電視、亞洲電視、香港商業電台以及DBC數碼電台數個廣播機構。
李麗蕊自1997年從商業電台到新城電台擔任主持工作，過去有《日月星辰》、《家天下》、《開心大鬧鐘》等。曾擔任多屆新城勁爆音樂頒奬禮的主席司儀。2008年1月基於新城電台大改革，把新城娛樂台轉型為新城知訊台，她因而被新城遣散，離職前為該台執行總監。同年7月加盟網絡電台香港人網再次夥拍梁繼璋主持節目《瘋騷快活人》。2011年10月再次夥拍梁繼璋在鄭經翰創立的DBC數碼電台主持《數碼快活人》（後改稱《開心快活人》）。到了2012年12月17日因DBC股東爭拗事件，《開心快活人》最後改於D100繼續播出至2014年4月15日。2013年7月28日與譚雁瞳及梁家權在D100主持《女王頭老襯底》至2014年2月18日。2013年11月3日與詹瑞文在D100主持節目《喜劇之王》。及至2014年4月15日離開D100。
之後李麗蕊於2014年6月2日重返DBC數碼電台，主持數碼二台（新聞台）的新聞節目《八九不離十》。2017年3月6日則重返D100，於D100第三台與梁思浩及陳彥行主持大家真風騷至2020年9月4日。2020年11月16日與舊拍檔梁繼璋一星期三日主持D100上綱上線節目至2021年6月18日。2021年6月21日，她相隔27年後重返香港電台至今，再次夥拍梁繼璋主持《瘋show快活人》。現涉足生命頌禮司行業，即喪禮司儀。

## 個人生活
1984年，香港電台唱片騎師胡忠信邀請李麗蕊參加香港電台一個聖誕派對，繼而介紹她認識藝人溫兆倫。李、溫後來在該派對舞會上互生情愫，不過女方於1985年因為性格不合而提出分手，而後前往英國留學。事後娛樂唱片公司於1986年就2人此段感情關係借題發揮，創作〈我的Sara〉一曲，並由溫氏本人主唱。李麗蕊往後於1985年起與演員黃耀輝拍拖。2002年曾宣佈將於當年秋天與前Beyond成員劉志遠結婚，惟未能成事，兩人最終分手。

## 唱片

### 個人專輯
| 發行日期   | 專輯名           | 發行廠商 |
| ---------- | ---------------- | -------- |
| 1984年4月  | 小妹妹日記       | 永恒唱片 |
| 1985年     | 戀曲集           | 永恒唱片 |
| 1985年6月  | 告別李麗蕊       | 永恒唱片 |
| 1986年10月 | 激情十分         | 永恒唱片 |
| 1987年11月 | 傷心天使         | 永恒唱片 |
| 1987年     | 李麗蕊           | 永恒唱片 |
| 1988年     | Get Out          | 永恒唱片 |
| 1988年     | No Way           | 永恒唱片 |
| 1995年     | 李麗蕊 新曲+精選 | 永恒唱片 |
| 1996年     | 新曲+精選        | 永恒唱片 |

### 合輯
| 發行日期 | 專輯名                                | 發行廠商 | 歌曲       |
| -------- | ------------------------------------- | -------- | ---------- |
| 1982年   | 香港電台城市民歌創作比賽'82優勝作品選 | 永恒唱片 |            |
| 1983年   | 群星賀歲                              | 永恒唱片 |            |
| 1983年   | 永恆八二電台龍虎榜金曲                | 永恒唱片 |            |
| 1985年   | 我們擁有個名字－中國                  | 永恒唱片 |            |
| 1987年   | 永恒精英集                            | 永恒唱片 | 精靈俏女巫 |

## 演出

### 電影
- 1986 《甜蜜十六歲》
- 1988 《學校風雲》飾 郭小珍
- 1988 《吉屋藏嬌》飾 Sue
- 1990 《皇家女將》飾 黃家麗
- 1990 《紅場飛龍》（哭泣殺神）飾 卓君
- 1990 《快樂的小雞》飾 PS
- 1992 《逃學威龍2》飾 Jacky
- 1992 《逃學英雄傳》
- 1993 《砵蘭街大少》
- 香港電台1987小說家族之對倒

### 電視劇
- 1987年：《季節》 飾 何潔瑩
- 1988年：《誓不低頭》 飾 謝開心／岑凱欣（謝文武的女兒，在父親入獄後隨改嫁母親並改名）
- 1990年：《富貴冤家》
- 1991年：《中華英雄之中華傲訣》 飾 Anna
- 1991年：《發達智多星》 飾 林偉南

香港電台電視部
- 2010年：《有房出租2010》 飾 女飛賊

### 主持
- 現任電台節目
  - DBC數碼電台 數碼二台 新聞台
    - 八九不離十
- 曾主持電台節目
  - DBC數碼電台 數碼大家台
    - 開心快活人

  - 香港人網
    - 《瘋騷快活人》

  - 商業電台雷霆881
    - 《華燈初賞》

  - 香港電台第二台
    - 《清晨快活人》
    - 《瘋show快活人》

  - 新城電台娛樂台
    - 《每當午飯時》
    - 《實聽》
    - 《日月星辰》
    - 《開心大鬧鐘》
    - 《家天下》

  - D100 香港台
    - 開心快活人
    - 女王頭老襯底
    - 喜劇之王
    - 歡樂今朝
- 曾主持電視節目
  - 無綫電視
    - 1989年：《歡樂今宵》
    - 1989年：《勁歌金曲》

  - 有線電視
    - 《開心.com》
    - 《娛樂熱賣十點半》

  - 亞洲電視
    - 1991年：《歷史也瘋狂》
    - 1991年：《寵物主流派》
    - 2007年：《a料》
    - 2007年：《a+料》
    - 2008年：《新春金鼠全攻略》